# Mauritius i olympiska spelen
Mauritius var med i olympiska sommarspelen första gången 1984, och har därefter deltagit i alla olympiska sommarspel. Mauritius har aldrig deltagit i olympiska vinterspelen. Mauritius stödde även den USA-ledda bojkotten av olympiska sommarspelen 1980. 
I olympiska sommarspelen 2008 i Peking tog Mauritius en bronsmedalj, och det var boxaren Bruno Julie som tog hem Mauritius första OS-medalj någonsin i bantamvikt.
Den nationella olympiska kommittén grundades 1971 av Ram Ruhee.

## Medaljer
| Guld | Silver | Brons | Totalt antal medaljer |
| ---- | ------ | ----- | --------------------- |
| 0    | 0      | 1     | 1                     |

### Medaljer efter sommarspel
| Spel                | Idrottare        | Guld | Silver | Brons | Totalt | Placering |
| Los Angeles 1984    | 4                | 0    | 0      | 0     | 0      | –         |
| Seoul 1988          | 8                | 0    | 0      | 0     | 0      | –         |
| Barcelona 1992      | 13               | 0    | 0      | 0     | 0      | –         |
| Atlanta 1996        | 26               | 0    | 0      | 0     | 0      | –         |
| Sydney 2000         | 20               | 0    | 0      | 0     | 0      | –         |
| Aten 2004           | 9                | 0    | 0      | 0     | 0      | –         |
| Peking 2008         | 12               | 0    | 0      | 1     | 1      | 80        |
| London 2012         | 11               | 0    | 0      | 0     | 0      | –         |
| Rio de Janeiro 2016 | 12               | 0    | 0      | 0     | 0      | –         |
| Tokyo 2020          | 8                | 0    | 0      | 0     | 0      | –         |
| Paris 2024          | Framtida tävling |      |        |       |        |           |
| Los Angeles 2028    | Framtida tävling |      |        |       |        |           |
| Brisbane 2032       | Framtida tävling |      |        |       |        |           |
| Totalt              | Totalt           | 0    | 0      | 1     | 1      | 147       |

### Medaljer efter sporter
| Sport            | Guld | Silver | Brons | Totalt |
| Boxning          | 0    | 0      | 1     | 1      |
| Totalt (1 sport) | 0    | 0      | 1     | 1      |

## Lista över medaljörer
| Medalj | Namn        | Spel        | Sport   | Gren                 |
| ------ | ----------- | ----------- | ------- | -------------------- |
| Brons  | Bruno Julie | Peking 2008 | Boxning | Herrarnas bantamvikt |